# 鹿屋市立鹿屋女子高等学校
鹿屋市立鹿屋女子高等学校（かのやしりつ かのやじょしこうとうがっこう）は、鹿児島県鹿屋市西原にある鹿屋市設置の高等学校。2007年現在では、大隅半島で唯一の女子校である。2008年で創立50周年を迎え、卒業生は2006年度までで14,877人を数える。普通科は2011年度より、曽於学区と合併し大隅学区となる。

## 設置学科
全日制課程の普通科・情報処理科・生活科学科がある。
- 普通科 - 1976年に2クラス設置。1989年に3クラスとなり、2010年度より2クラスとなる。
- 情報処理科 - 1993年に1クラスで設置。長崎大学、鹿児島大学などの国公立大学のほか、商業科枠推薦を利用して立命館大学、明治大学など有名私立大学にも合格者が出ており、短大や専門学校への進学も多い。2008年に全国商業高等学校協会主催検定全8種目合格者3名、2009年には1名（2009年の7種目合格者は11名と鹿児島県の7種目以上合格者のうち12／13を占めた）。2011年には、全9種目合格者1名。
- 生活科学科 - 前身の家政科（家庭科）を含めると開校時から設置されている学科である。

## 校章
デザインは公式サイトを参照。ペンのクロスは「勉学」、ペンのコバルト色は「希望」、「高」を囲む「女」の紅色は「女子生徒の純情」を表現している。

## 校舎
敷地面積は27,035平方メートル、そのうち運動場が12,931平方メートルを占める。建物面積は12,680平方メートル。
1号棟2階には各学年の1-2組（普通科）、1階には職員室・校長室など、2号棟2階には他クラス（情報処理科・商業科・生活科学科）、1階には進路室や図書室など、3号棟には特別教室が配置されている。

## 年表
- 1958年4月1日 - 家政科を擁する女子高として設立。2・3年生は鹿屋農業高校の大姶良・花岡分校を統合するかたちで補充された。当時は鹿屋・大姶良・花岡の3か所で分散授業を実施。
- 1959年-1965年 - 現在地に校舎を建設。木造校舎以外は現存する。
- 1962年4月1日 - 商業科を設置する。
- 1962年11月1日 - 創立5周年を記念して校歌を制定。作詞は当時鹿児島県立図書館長であった椋鳩十[2]、作曲は鹿児島大学教授であった林幸光。11月1日の記念式典で発表された。
- 1965年2月11日 - 食物科を設置する。
- 1965年9月 - 正門完成。
- 1967年8月20日 - 体育館が完成。
- 1970年4月27日 - プールが完成。
- 1971年4月1日 - 鹿屋市高隈地区に畜産科（定時制）の「高隈校舎」を設置（現存せず）。
- 1973年-1976年 - 校舎の防音工事を実施。
- 1973年3月1日 - 「高隈校舎」を鹿屋市立鹿屋女子高等学校併設高隈高等学校と改称する。
- 1976年4月1日 - 食物科の募集を停止し、普通科を設置。
- 1981年3月31日 - クーラーを設置。
- 1987年度 - 高隈高等学校が廃校となる[3]。
- 1990年 - 同窓会組織のなのはな会を結成。「なのはな」は校歌の冒頭を引用したもの。
- 1993年4月1日 - 商業科1クラスを置き換えるかたちで情報処理科を設置。
- 1994年4月1日 - 家政科を生活科学科に改称。
- 2007年 - 1981年卒業のOGを実行委員長として、創立50周年記念事業が行われる。鹿屋女子高等学校同窓会なのはな会が主体。グランドピアノ購入や鹿屋女子高の制服を着たリカちゃんキーホルダーの限定発売などの事業計画[4]が盛り込まれている。

## 部活動
29の部・2の同好会がある。運動部は弓道部が第3回全国高校選抜遠的弓道大会（第10回紫灘旗高校弓道大会、2008年）で優勝しており、文化部は合唱部・パソコン部・美術部などで九州ブロック以上の出場経験がある部も多い。
- 弓道部
- 剣道部
- サッカー部
- バレー部
- 卓球部
- バドミントン部
- 硬式テニス部
- バスケットボール部
- ソフトテニス部
- 茶道部
- 演劇部
- 写真部
- 放送部
- 美術部
- 書道部
- 軽音楽部
- スーパービジネスクラブ
- イラスト同好会
- アクターサービス

## 生徒数
肝属地区、特に鹿屋市出身者を中心とした生徒層となっている。